# Локалита Моте Томбалунга (Ферара)
Локалита Моте Томбалунга је насеље у Италији у округу Ферара, региону Емилија-Ромања.
Према процени из 2011. у насељу је живело 30 становника. Насеље се налази на надморској висини од -1 м.